# Patinatge de velocitat als Jocs Olímpics d'Hivern de 1924 - Combinada
Als Jocs Olímpics d'Hivern de 1924 celebrats a Chamonix (França) es realitzà una prova combinada de patinatge de velocitat sobre gel que formà part del programa oficial de patinatge de velocitat als Jocs Olímpics d'hivern de 1924. Aquesta prova, l'única vegada que ha format part del programa olímpic, fou el resultat de la combinació dels resultats de les quatre proves de velocitat disputades en els Jocs. La prova es disputà el dia 27 de gener de 1924 a les instal·lacions de Chamonix.

## Comitès participants
Hi participaren un total d'11 patinadors de 5 comitès nacionals diferents.
| - Finlàndia (3) - França (3) - Letònia (1) - Noruega (3) - Polònia (1) |

## Resum de medalles
| Or            | Argent       | Bronze          |
| Clas Thunberg | Roald Larsen | Julius Skutnabb |

## Resultats
La posició final fou determinada per la suma dels punts obtinguts pels patinadors en les quatre proves individuals disputades als Jocs. Només es tingueren en compte els resultats dels patinadors que finalitzaren les quatre proves.
| Lloc | Patinador        | Punts | Marcador                          | 500 m                             | 1500 m                            | 5000 m                            | 10000 m                           |
| ---- | ---------------- | ----- | --------------------------------- | --------------------------------- | --------------------------------- | --------------------------------- | --------------------------------- |
| 1    | Clas Thunberg    | 5.5   | 198.023                           | 1.5                               | 1                                 | 1                                 | 2                                 |
| 2    | Roald Larsen     | 9.5   | 199.763                           | 1.5                               | 2                                 | 3                                 | 3                                 |
| 3    | Julius Skutnabb  | 11    | 202.347                           | 4                                 | 4                                 | 2                                 | 1                                 |
| 4    | Harald Strøm     | 17    | 203.657                           | 3                                 | 5                                 | 5                                 | 4                                 |
| 5    | Sigurd Moen      | 17    | 203.783                           | 5                                 | 3                                 | 4                                 | 5                                 |
| 6    | Léonhard Quaglia | 25    | 210.843                           | 6                                 | 7                                 | 6                                 | 6                                 |
| 7    | Alberts Rumba    | 27    | 212.607                           | 7                                 | 6                                 | 7                                 | 7                                 |
| 8    | Leon Jucewicz    | 32    | 226.400                           | 8                                 | 8                                 | 8                                 | 8                                 |
| 9    | André Gegout     | 36    | 236.023                           | 9                                 | 9                                 | 9                                 | 9                                 |
| –    | Asser Wallenius  | NF    | No finalitzà la prova de 1500 m.  | No finalitzà la prova de 1500 m.  | No finalitzà la prova de 1500 m.  | No finalitzà la prova de 1500 m.  | No finalitzà la prova de 1500 m.  |
| –    | George de Wilde  | DNF   | No finalitzà la prova de 10000 m. | No finalitzà la prova de 10000 m. | No finalitzà la prova de 10000 m. | No finalitzà la prova de 10000 m. | No finalitzà la prova de 10000 m. |